# Sotonistička Crkva
Sotonistička Crkva ili Crkva Sotone (eng. Church of Satan) religijska je organizacija posvećena sotonizmu propisanom u Sotonističkoj Bibliji. Sotonističku crkvu je osnovao Anton Szandor LaVey na Valpurginu noć, 30. travnja 1966. godine, u Crnoj kući u San Franciscu, Kaliforniji. Anton LaVey bio je visoki svećenik sotonističke crkve sve do smrti 1997. godine, a 2001. godine nasljeđuje ga Peter H. Gilmore. Iste godine sotonistička crkva premješta sjedište u Manhattan, New York City, New York.
Sotonistička crkva ne vjeruje u đavla, ni u kršćansko ili islamsko poimanje sotone. Visoki svećenik Peter H. Gilmore opisuje članove Crkve kao "skeptične ateiste", prihvaćajući hebrejski korijen riječi "Sotona" kao "protivnik". Crkva vidi Sotonu kao pozitivan arhetip koji predstavlja ponos, individualizam i prosvjećivanje, te kao simbol protivljenja abrahamskim religijama za koje je LaVey smatrao da potiskuju prirodne ljudske instinkte.
Članstvo je dostupno u dvije razine: registrirano i aktivno članstvo. Registrirani članovi službeno se asociraju s crkvom tako da ispune potreban obrazac i plate naknadu za registraciju. Aktivno članstvo dostupno je onima koji žele primiti aktivniju ulogu u crkvi, a sama prijava za aktivno članstvo je opsežnija nego ona za registrirano članstvo. Prema Sotonističkoj crkvi, formalno članstvo nije preduvjet da bi neka osoba sebe smatrala sotonistom, potrebno je samo živjeti prema načelima opisanim u Sotonističkoj Bibliji. Crkva ne objavljuje službene podatke o broju članova. Članovima pruža ceremonije vjenčanja, pogreba i krštenja (u smislu obreda inicijacije, nepovezano s kršćanskim obredom krštenja). Ceremonije predvodi član svećenstva Crkve.
Crkva održava puristički pristup sotonizmu kakvog je zamislio LaVey, a ne priznaje legitimnost bilo kojih drugih organizacija koje tvrde da su sotonisti. Akademska zajednica slaže se da ne postoji nikoja pouzdano dokumentirana sotonistička organizacija koja je kontinuirano postojala prije osnivanja Sotonističke Crkve.

## Vjerovanja
Sotonistička crkva ne vjeruje u Sotonu kao biće koje postoji doslovno i LaVey nije podržavao štovanje Sotone kao božanstva. U intervjuu s Davidom Shankboneom, visoki svećenik Peter H. Gilmore rekao je da je "svatko tko vjeruje u nadnaravna bića na nekoj je razini lud. Bilo da vjeruju u đavla ili boga, oni se odriću razuma." Gilmore definira riječ "Sotona" kao "model ili način ponašanja", napominjući da u hebrejskom jeziku ta riječ znači "suparnik" ili "protivnik", što se može tumačiti kao "onaj koji ispituje". Gilmore smatraje da sotonizam počinje kao ateizam i poprima pogled da je svemir ravnodušan: "Ne postoji Bog, ne postoji đavao. Nikoga nije briga!" LaVey je želio učvrstiti svoj sustav vjerovanja u sekularističkom pogledu temeljenom na prirodnim znanostima, pružajući mu ateističke temelje za kritiziranje kršćanstva i drugih nadnaravnih vjerovanja. Legitimizirao je svoju religiju istaknuvši njenju racionalističku prirodu, što je u kontrastu s, prema njegovom mišljenju, nadnaravnom iracionalnošću velikih religija.

## Unutarnje poveznice
- LaVeyski sotonizam
- Sotonistička Biblija
- Anton LaVey

## Vanjske poveznice
- Službene stranice Sotonističke Crkve  Arhivirana inačica izvorne stranice od 21. ožujka 2021. (Wayback Machine)

### Ostali projekti
|  | Zajednički poslužitelj ima stranicu o temi Sotonistička Crkva |